# Copa Sevilla 2011
Il Copa Sevilla 2011 è stato un torneo professionistico di tennis maschile giocato sulla terra gialla. È stata la 21ª edizione del torneo, facente parte dell'ATP Challenger Tour nell'ambito dell'ATP Challenger Tour 2011. Si è giocato a Siviglia in Spagna dal 5 al 10 settembre 2011.

## Partecipanti

### Teste di serie
| Nazionalità | Giocatore             | Ranking* | Testa di serie |
| ----------- | --------------------- | -------- | -------------- |
| Spagna      | Pere Riba             | 70       | 1              |
| Spagna      | Albert Ramos Viñolas  | 71       | 2              |
| Spagna      | Daniel Gimeno Traver  | 89       | 3              |
| Spagna      | Rubén Ramírez Hidalgo | 134      | 4              |
| Polonia     | Jerzy Janowicz        | 141      | 5              |
| Italia      | Paolo Lorenzi         | 146      | 6              |
| Russia      | Evgenij Donskoj       | 150      | 7              |
| Serbia      | Nikola Ćirić          | 151      | 8              |

- 1 Ranking al 29 agosto 2011.

### Altri partecipanti
Giocatori che hanno ricevuto una wild card:
- Roberto Carballes
- Ricardo Ojeda Lara
- Pere Riba
- Ismael Rodríguez-Ramos

Giocatori che sono passati dalle qualificazioni:
- Pablo Martín-Adalia
- Pedro Sousa
- Guillermo Olaso
- Michal Schmid

## Campioni

### Singolare
Daniel Gimeno Traver ha battuto in finale  Rubén Ramírez Hidalgo con il punteggio di 6–3, 6–3.

### Doppio
Daniel Muñoz de la Nava /  Rubén Ramírez Hidalgo hanno battuto in finale  Gerard Granollers Pujol /  Adrián Menéndez Maceiras con il punteggio di 6–4, 6(4)–7, [13–11].